# دولنو یابالکوفو
دولنو یابالکوفو (به بلغاری: Dolno Yabalkovo) یک روستا در بلغارستان است که در استان بورگاس واقع شده‌است.